# Lielvārde
Lielvārde är en kommunhuvudort i Lettland.   Den ligger i kommunen Lielvārdes novads, i den centrala delen av landet, 50 km sydost om huvudstaden Riga. Lielvārde ligger 47 meter över havet och antalet invånare är 5 114.
Orten har en flygplats, Lielvārdes lidlauks.
Terrängen runt Lielvārde är platt, och sluttar västerut. Runt Lielvārde är det mycket glesbefolkat, med 7 invånare per kvadratkilometer. Närmaste större samhälle är Ogre, 15,9 km nordväst om Lielvārde. I omgivningarna runt Lielvārde växer i huvudsak blandskog.